# Aeroportul Edward G. Pitka Sr.
Aeroportul Edward G. Pitka Sr. (IATA: GAL, ICAO: PAGA, FAA LID: GAL) este un aeroport din Alaska, Statele Unite ale Americii ce deservește zona Galena. Aeroportul a fost tranzitat în 2019 de 23.740 de pasageri.
Situat la o altitudine de 47 m, aeroportul dispune de 2 piste. Este operat de Alaska Department of Transportation & Public Facilities⁠(d).

## Infrastructură

### Piste
Aeroportul dispune de 2 piste. Pista 06/24 are suprafața de pietriș și dimensiunile 2.786 picioare × 80 picioare. Pista 07/25 are dimensiunile 7.249 picioare × 150 picioare. 